# 同江地方铁路
同江地方铁路，即向哈线（向哈铁路），是中国黑龙江省的一条地方铁路，全长82.4公里。线路起自富锦市的福前线向阳川站，途中在同江市设同江站，终点至同江市哈鱼岛站，并通过中俄同江铁路界河桥跨过黑龙江，与位于俄罗斯下列宁斯阔耶的列宁斯克站相连。线路于2003年10月20日开工，一期工程（向阳川至同江）于2005年12月11日通车，二期工程（同江至哈鱼岛）2007年2月通车，同江铁路大桥2022年11月通车。

## 扩能改造
规划改造佳富线、福前线福利屯至向阳川段及同江线向阳川至同江北段，全长267.012km。本次改建内容包括既有铁路改造工程、病害整治、平交改立交等工程。其中同江线车站改造，增开1处会让站。同江（不含）至同江北（不含）既有线向东取直外绕同江跨境经济开发区，进行改线工程设计，改线长度共13.319km。；全线提速至120km/h；对全线病害进行整治，全线平改立，达到大修年限设备设施更新改造。
2023年2月18日，佳木斯至同江铁路改造工程社会稳定风险分析征求公众意见公示。2月27日，佳木斯至同江铁路改造工程首次环境影响评价信息公开。7月27日，扩能改造工程社会稳定风险评估公示。